# Liste de jeux vidéo The King of Fighters
The King of Fighters est une série de jeu de combat éditée et développée par SNK. La série débute en 1994 et est développée pour les systèmes d'arcade Neo-Geo MVS jusqu'en 2004, où SNK Playmore opte pour le système Atomiswave. The King of Fighters: Neowave et The King of Fighters XI sont les deux jeux de la série qui utilisent le système d'arcade Atomiswave. Taito Type X2 succède ensuite à Atomiswave, SNK utilise ce système en 2007 pour The King of Fighters: Maximum Impact Regulation A.
The King of Fighters '94 est le premier épisode de la série, le jeu est conçu pour regrouper les personnages des jeux d'arcade développés par SNK fin des années 1980 début 90. Les personnages introduits dans le jeu sont principalement issus des sagas Fatal Fury et Art of Fighting. Ikari Warriors et Psycho Soldier sont également représentés dans la série The King of Fighters. SNK développe et publie un jeu King of Fighters chaque année au Japon durant l'été, jusqu'en 2003, avec l'épisode The King of Fighters 2003. En 2004, SNK abandonne l'idée des épisodes numérotés et produit même le premier épisode de la série en 3D, The King of Fighters: Maximum Impact.